# Летњи дан
Летњи дан је дан у коме је максимална температура ваздуха једнака или већа од 25 °C. Карактеристичан је за области тропске и суптропске климе, али се током лета веома често јавља и у регионима са умереноконтиненталном климом.
У случају када температура ваздуха остане или буде виша од 20 °C, током ноћи, онда је то летња ноћ.